# Таннисё
Таннисё (яп. 歎異抄 Таннисё:, «Избранные записи скорбящего об отступничестве») — небольшое философское сочинение, написанное в конце XIII века японским буддийским монахом школы Дзёдо-синсю Юйэном-бо (1222—1289).
В своём сочинении Юйэн-бо высказывает своё беспокойство по поводу роста расхождений в доктрине школы, возникших после смерти основателя школы Синрана (1173—1262). Поэтому он записал запомнившиеся высказывания Синрана. Об этом Юйэн-бо написал в предисловии:
Дерзнув потаенно окинуть взором времена минувшие и нынешние, я испытываю скорбь от искажения Истинной Веры, которую передавал изустно покойный Учитель и опасения, что ищущие Пути в грядущем могут впасть в сомнения [относительно сути Учения]. К счастью, постичь [Путь] Легкого Служения можно не иначе, чем с помощью истинного наставника, которого посылает нам карма. Да не затемните учения об Иной Силе упованием на собственный умысел. Посему я записал тут малую часть речей покойного ныне святого Синрана, что доселе хранятся в душе моей, единственно с целью рассеять сомнение единоверных.Юйэн-бо. Таннисё. Предисловие
Таннисё разделено на 18 разделов, хотя многие из них очень короткие. Некоторые из них содержат всего пару фраз. Однако каждый раздел посвящён отдельной проблеме доктрины. В разделах 1—10 описываются мысли Синрана по поводу Дзёдо-синсю, нэмбуцу и Будды Амитабхи, а в разделах 11—18 — еретические идеи, которые Юйэн-бо хотел развеять или исправить на основе того, чему его научил Синрана. В этом сочинении, вероятно, впервые в японской истории с необычайной силой высказана идея трансцендентного монотеистического бога.